# Asahel

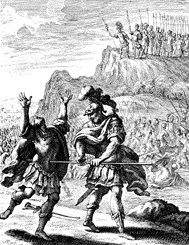
Abner doodt Asahel, houtsnede door Johann Christoph Weigel, 1695.

Asahel (Hebreeuws: עשהאל) was volgens de Hebreeuwse Bijbel de jongste zoon van Zeruja, een halfzuster van koning David, een dochter van Isaï en Nachas. Hij was dus een broer van Abishai en Joab.
Volgens het verhaal in 2 Samuel 2 en 3 vocht hij mee in de strijd tussen Abner en zijn broer Joab, die opmerkelijk verliep, omdat besloten werd de strijd te laten beslissen tussen twee twaalftallen. Alle vierentwintig deelnemers kwamen hierbij om (2 Samuel 2:12).
In de hierop volgende strijd werd Abner verslagen en sloeg op de vlucht. Hij werd achtervolgd door Asahel, van wie gezegd wordt dat hij een snelle renner was: "lichtvoetig als de ree in het veld". Abner waarschuwde hem, maar Asahel wilde van geen stoppen weten, waarop Abner Asahel doodde.
Dit was het begin van een dodelijke vete tussen de leiders van de twee partijen, Abner en Joab, omdat Joab volgens de toenmalige gebruiken verplicht was de dood van zijn broer te wreken.